# Национальная гвардия (Сальвадор)
Национальная гвардия (исп. Guardia Nacional) — сальвадорская жандармерия, существовавшая с 1912 по 1992 год.

## История
Национальная гвардия была сформирована в 1912 году для поддержания порядка в сельской местности, охраны кофейных плантаций, борьбы с преступностью и подавления народных волнений. Она выполняла функции внутренних войск, и с 20 августа 1914 года была включена в состав вооружённых сил, однако сохраняла автономию и находилась в подчинении министерства внутренних дел (исп. Secretaría de Gobernación) и президента страны.
В качестве образца при создании Национальной гвардии взяли структуру гражданской гвардии Испании. Национальные гвардейцы имели штатное армейское вооружение и организационную структуру, в мирное время они были сведены в 14 рот (по одной роте в каждом из департаментов страны), однако в случае начала военных действий, при необходимости могли быть переформированы в пять батальонов.
Как отмечал один из лидеров Коммунистической партии Сальвадора Мигель Мармоль, «В первые годы своей деятельности Национальная гвардия сыграла огромную роль в оздоровлении обстановки в стране. Она начала борьбу с преступностью и ценой огромных потерь создала свою сеть постоянных постов. Бандиты нападали на парные патрули Национальной гвардии на дорогах, а иногда и целые посты уничтожались ими. И только в период правления династии Мелендесов [1919—1923 годы] правительство превратило Национальную гвардию в корпус по осуществлению репрессий против политических противников, деятельность корпуса начала носить террористический и преступный характер».
В 1918 году был принят закон о Национальной гвардии, в соответствии с которым в составе каждой из 14 рот Национальной гвардии было создано кавалерийское подразделение.
В 1923—1924 году состоялась первая реформа деятельности Национальной гвардии: был принят новый устав и открыта школа для подготовки кадров (School of National Guardsmen Gral. e Ing. and Ing. José María Peralta Lagos) — вскоре, впрочем, закрытая в связи с недостатком средств на её содержание.
В ходе "100-часовой войны" с Гондурасом в июле 1969 года 1-я, 2-я и 3-я роты Национальной гвардии приняли участие в наступлении в первом эшелоне вместе с подразделениями сальвадорской армии; во втором эшелоне были развернуты 4-я, 5-я, 6-я, 7-я, 8-я и 9-я роты Национальной гвардии и миномётная рота Национальной гвардии (вооружённая 81-мм миномётами).
После предотвращения попытки военного переворота в марте 1972 года (в которой участвовали военнослужащие 1-й пехотной бригады и артиллерийской бригады сальвадорской армии), в 1973 году началось усиление Национальной гвардии.
В 1974 году численность национальной гвардии составляла 3 тысячи человек, в 1985 году — 4 тысячи, в 1988 году — 4,2 тысячи, в 1989 году — 7,7 тысяч.
Для командования Национальной гвардии были характерны ультраправые политические позиции. Генерал Медрано и майор д’Обюссон были организаторами эскадронов смерти, активными участниками политических репрессий и гражданской войны.
После окончания гражданской войны в 1992 году согласно Чапультепекским мирным соглашениям Национальная гвардия была расформирована, для выполнения её функций была создана бригада военной полиции (исп. Brigada Especial de Seguridad Militar, BESM).

## Специализированные подразделения
- батальон «15 сентября» (исп. Batallón 15 de Septiembre)[3] — создан 28 декабря 1983 года в муниципалитете Сан-Лоренцо, первоначальная численность — 218 военнослужащих, впоследствии — 500. Предназначался для защиты Панамериканского шоссе. 31 декабря 1990 батальон был расформирован.
- рота COPARU (исп. Compañía de Operaciones Antiterroristas para Areas Rurales y Urbanas — «рота для проведения антитеррористических операций в городах и сельской местности») — создана в 1985 году.
- «президентский батальон» (исп. Batallón Presidencial)

Кроме того, в составе Национальной гвардии имелось собственное разведывательное подразделение: «служба специальных расследований» (исп. Servicio de Investigaciones Especiales, SIE).

## Вооружение и снаряжение
В 1912—1924 национальные гвардейцы носили униформу цвета хаки с металлическими пуговицами с ботинками и ремнями коричневого цвета, пробковые шлемы или шляпы с кокардами. Штатным вооружением являлись испанские 7-мм магазинные винтовки системы «маузер», полученные из Чили, у офицеров имелось также клинковое холодное оружие (шпаги).
В 1924 году состоялось перевооружение гвардейцев на чехословацкие 7,92-мм магазинные винтовки vz.24 системы «маузер» (остававшиеся у них на вооружении до 1961 года). В 1931 году на вооружении уже имелись ручные пулемёты немецкого производства.
В 1950 году национальные гвардейцы получили новую униформу: тёмно-зелёного цвета, с чёрными ремнями и обувью, а также американские каски M-1.
В 1961 году вместо устаревших «маузеров» основным оружием стали самозарядные карабины М-1, также со складов сальвадорской армии на вооружение Национальной гвардии передали пулемёты Madsen M1934 и Madsen-Saetter.
В 1968 году для Национальной гвардии была закуплена партия пулемётов HK21.
В январе 1969 года национальные гвардейцы были перевооружены немецкими автоматическими винтовками G-3, а в мае 1971 года получили новую общевойсковую униформу американского образца (OG-107) оливково-зелёного цвета, которую также носили с ремнями и обувью чёрного цвета.
В конце 1970-х годов, незадолго перед началом гражданской войны на вооружение Национальной гвардии поступили три немецких бронетранспортёра UR-416 и немецкие пистолеты-пулемёты HK MP5.
Во время гражданской войны на вооружение национальных гвардейцев поступили автоматы М-16, а также камуфляж BDU американского образца.
Также, после начала гражданской войны на вооружение подразделений Национальной гвардии поступили несколько импровизированных бронемашин, изготовленных на шасси грузовиков и автомашин.